# Leichtathletik-U18-U20-Afrikameisterschaften 2023
Die 2. U18 und U20-Afrikameisterschaften fanden vom 29. April bis zum 3. Mai 2023 im Levy Mwanawasa Stadium in Ndola in Sambia im südlichen Afrika statt.

## Resultate

### Männer U20

#### 100 m
| Platz | Athlet                | Land | Zeit (s) |
| ----- | --------------------- | ---- | -------- |
| 1     | Kayinsola Ajayi       | NGR  | 10,51    |
| 2     | Chongo Malambo        | ZAM  | 10,54    |
| 3     | Matthew van Rooijen   | RSA  | 10,55    |
| 4     | Kingsley Emeka Unorji | NGR  | 10,63    |
| 5     | Julio Kapilikisha     | ZAM  | 10,67    |
| 6     | Isaac Kundu Omurwa    | KEN  | 10,71    |
| 7     | Denzel Simusialela    | ZIM  | 10,76    |
| 8     | Lukundo Kapambalala   | ZAM  | 10,80    |

Finale: 30. April
Wind: −1,4 m/s

#### 200 m
| Platz | Athlet                   | Land | Zeit (s) |
| ----- | ------------------------ | ---- | -------- |
| 1     | Armand van der Walt      | RSA  | 20,82    |
| 2     | Musbau Adebisi           | NGR  | 20,97    |
| 3     | Luqmaan Gabier           | RSA  | 21,34    |
| 4     | Lamin Camara             | GAM  | 10,63    |
| 5     | Santos Dos               | ANG  | 21,42    |
| 6     | Kebba Kabalo             | GAM  | 21,72    |
| 7     | Nurain Kola Musa         | NGR  | 21,74    |
| 8     | Adem Abdelkader Benyache | ALG  | 21,76    |

Finale: 2. Mai
Wind: −3,4 m/s

#### 400 m
| Platz | Athlet                     | Land | Zeit (s) |
| ----- | -------------------------- | ---- | -------- |
| 1     | Collen Kebinatshipi        | BOT  | 44,91    |
| 2     | Thomson Mbewe              | ZAM  | 46,08    |
| 3     | Kago Seshoka               | BOT  | 46,23    |
| 4     | Lamin Camara               | GAM  | 46,42    |
| 5     | Keorapetse Oreokame        | BOT  | 46,46    |
| 6     | Elkanah Kiprotich Chemelil | KEN  | 46,63    |
| 7     | Wiaan Martin               | RSA  | 47,60    |
| 8     | Joshua Caleb               | NGR  | 47,93    |

29. April

#### 800 m
| Platz | Athlet                    | Land | Zeit (min) |
| ----- | ------------------------- | ---- | ---------- |
| 1     | Brian Kiptum Kweyei       | KEN  | 1:48,31    |
| 2     | Fithawi Garza             | ERI  | 1:48,74    |
| 3     | Ashenafi Gadisa           | ETH  | 1:48,87    |
| 4     | Heithem Chenitef          | ALG  | 1:49,37    |
| 5     | Dominic Kiptoo Barngetuny | KEN  | 1:49,61    |
| 6     | Gemechu Tolosa            | ETH  | 1:49,92    |
| 7     | Gilbert Kipngetich        | KEN  | 1:50,73    |
| 8     | Letlhogonolo Mokgethi     | BOT  | 1:50,83    |

Finale: 3. Mai

#### 1500 m
| Platz | Athlet                     | Land | Zeit (min) |
| ----- | -------------------------- | ---- | ---------- |
| 1     | Reynold Kipkorir Cheruiyot | KEN  | 3:33,65 CR |
| 2     | Ashenafi Gadisa            | ETH  | 3:36,98    |
| 3     | Gilbert Kipngetich         | KEN  | 3:37,40    |
| 4     | Samuel Buche               | ALG  | 3:38,15    |
| 5     | Ayanleh Abdi Abdillahi     | DJI  | 3:40,23    |
| 6     | Yobiel Weldrufael          | ERI  | 3:41,42    |
| 7     | Giedoeon Rotich            | UGA  | 3:43,82    |
| 8     | Gemechu Tolosa             | ETH  | 3:44,12    |

30. April

#### 5000 m
| Platz | Athlet                 | Land | Zeit (min) |
| ----- | ---------------------- | ---- | ---------- |
| 1     | Dan Kibet              | UGA  | 13:45,47   |
| 2     | Ayele Tadesse          | ETH  | 13:45,93   |
| 3     | Vincent Kimaiyo        | KEN  | 13:46,69   |
| 4     | Charles Rotich         | KEN  | 13:49,01   |
| 5     | Samuel Kibathi         | KEN  | 13:52,38   |
| 6     | Keneth Kiprop          | UGA  | 13:52,63   |
| 7     | Bereket Beyn           | ERI  | 14:22,04   |
| 8     | Ayanleh Abdi Abdillahi | DJI  | 14:51,77   |

2. Mai

#### 10.000 m
| Platz | Athlet           | Land | Zeit (min) |
| ----- | ---------------- | ---- | ---------- |
| 1     | Dennis Mutuku    | KEN  | 30:00,1    |
| 2     | Amos Langat      | KEN  | 30:01,2    |
| 3     | Samuel Kibathi   | KEN  | 30:01,5    |
| 4     | Ayele Tadesse    | ETH  | 30:02,5    |
| 5     | Tadesse Kassa    | ETH  | 8:32,45    |
| 6     | Simalumba Weaver | ZAM  | 32:23,6    |

29. April

#### 10.000 m Bahngehen
| Platz | Athlet                 | Land | Zeit (min)  |
| ----- | ---------------------- | ---- | ----------- |
| 1     | Misgana Wakuma Fekansa | ETH  | 41:36,64 CR |
| 2     | Oussama Farhat         | TUN  | 41:46,79    |
| 3     | Stephen Ndangiri Kihu  | KEN  | 42:01,45    |
| 4     | Yasser Redaouia        | ALG  | 44:57,00    |
| 5     | Anes Chaouati          | ALG  | 47:06,65    |
| 6     | Minenhle Myeni         | RSA  | 53:20,00    |

2. Mai

#### 110 m Hürden (99 cm)
| Platz | Athlet             | Land | Zeit (s) |
| ----- | ------------------ | ---- | -------- |
| 1     | Kherrafi Moncif    | ALG  | 13,81    |
| 2     | Wihan Kemp         | RSA  | 13,95    |
| 3     | Joel Iheakolam     | NGR  | 14,34    |
| 4     | Shawn Takunda      | ZIM  | 14,75    |
| 5     | Cheikh Ahmed Cissé | SEN  | 14,85    |
| 6     | Serigne Mbaye Diop | SEN  | 15,18    |
| 7     | Kelly Maseka       | ZAM  | 18,95    |

30. April

#### 3000 m Hindernis
| Platz | Athlet               | Land | Zeit (min) |
| ----- | -------------------- | ---- | ---------- |
| 1     | Emmanuel Wafula      | KEN  | 8:56,91    |
| 2     | Yayeh Amsalu         | ETH  | 9:00,24    |
| 3     | Giedoeon Rotich      | UGA  | 9:01,21    |
| 4     | Shimelis Nigusse     | ETH  | 9:02,29    |
| 5     | Mohammed N Saad      | MAR  | 9:05,72    |
| 6     | Amos Kipkurui Langat | KEN  | 9:07,77    |
| 7     | Solomon Mutuku       | KEN  | 9:08,18    |
| 8     | Anes Djayahia        | ALG  | 9:20,22    |

2. Mai

#### 4 × 100 m Staffel
| Platz | Land      | Athleten                                                                          | Zeit (s) |
| ----- | --------- | --------------------------------------------------------------------------------- | -------- |
| 1     | Nigeria   | Kingsley Emeka Unorji Kayinsola Ajayi Musibau Adebisi Nurain Kola Musa            | 39,73    |
| 2     | Südafrika | Wihan Kemp Luqmaan Gabier Matthew van Rooijen Armand van der Walt                 | 40,16    |
| 3     | Sambia    | Joseph Daka Malambo Chongo Lukundo Kapambalala Chiluba Julio Kapilikisha          | 40,91    |
| 4     | Botswana  | Botlhe Gaolatlhe Abofelo Denny Leitseng Thabang Charles Monngathipa Thuso Omphile | 41,06    |
| 5     | Simbabwe  | David Nyamufarira Denzel Simusialela Edwin Nyamutswa Panashe Blessed Nhenga       | 41,08    |

2. Mai

#### 4 × 400 m Staffel
| Platz | Land      | Athleten                                                                         | Zeit (min) |
| ----- | --------- | -------------------------------------------------------------------------------- | ---------- |
| 1     | Botswana  | Enerst Kumevu Collen Kebinatshipi Keorapetse Oreokame Kago Seshoka               | 3:08,14 CR |
| 2     | Sambia    | Adonai Mukuka Bwalya Thomson Mbewe Henry Fulumaka Martin Mauluka                 | 3:10,71    |
| 3     | Südafrika | Wiaan Martin Wernich van Rensburg Matthew Burnett Rorisang Rammupudu             | 3:10,83    |
| 4     | Nigeria   | Caleb Joshua Musibau Adebisi Emmanuel Iyanuoluwa Badejo Bamidele Ajayi           | 3:11,92    |
| 5     | Kenia     | Elkanah Kiprotich Chemelil Dominic Kiptoo Barngetuny Joseph Lepatei Brian Kiptum | 3:15,20    |
| 6     | Ghana     | Liberty Francis Fantevie Joseph Andoh Benjamin Boakye Adama Salam                | 3:20,85    |
| 7     | Simbabwe  | Edwin Nyamutswa Mukozho Divine Jackson Shama Panashe Blessed Nhenga              | 3:20,94    |

3. Mai

#### Hochsprung
| Platz | Athlet               | Land | Höhe (m) |
| ----- | -------------------- | ---- | -------- |
| 1     | Brian Raats          | RSA  | 2,15     |
| 2     | Zyad Amr Sayed Ahmed | EGY  | 2,09 PB  |
| 3     | Taolo Lesole         | BOT  | 2,01     |
| 4     | Cheikh Ahmed Cissé   | SEN  | 1,95     |
| 5     | Alfred Tembo         | ZAM  | 1,90     |
| 6     | Manhanga Takudzwa    | ZIM  | 1,85     |
| 6     | Clive Limata         | ZAM  | 1,85     |
|       | Blessmore Ng'andu    | ZAM  | NMH      |

1. Mai

#### Stabhochsprung
| Platz | Athlet                 | Land | Höhe (m) |
| ----- | ---------------------- | ---- | -------- |
| 1     | Tamer Ashraf Mohamed   | EGY  | 5,00     |
| 2     | Kareem Mohamed Mahmoud | EGY  | 4,80     |
| 3     | Tyler Manthe           | RSA  | 4,60     |
| 4     | Benhellal Benhellal    | ALG  | 4,00     |

3. Mai

#### Weitsprung
| Platz | Athlet                    | Land | Weite (m) |
| ----- | ------------------------- | ---- | --------- |
| 1     | Charles Edward Godfred    | NGR  | 7,86 CR   |
| 2     | Asande Mthembu            | RSA  | 7,78      |
| 3     | Zaïd Latif                | MAR  | 7,77      |
| 4     | Bernard Kalale            | ZAM  | 7,77      |
| 5     | Soumaïla Sabo             | BFA  | 7,55      |
| 6     | Josue Bossou Folly        | TOG  | 6,86      |
| 7     | Sheatiel Thaban Msintiniu | ZIM  | 6,40      |
| 8     | Kutlwano Monti            | BOT  | 6,28      |

3. Mai

#### Dreisprung
| Platz | Athlet         | Land | Weite (m) |
| ----- | -------------- | ---- | --------- |
| 1     | Soumaïla Sabo  | BFA  | 15,74     |
| 2     | Joel Iheakolam | NGR  | 15,72     |
| 3     | Takunda Mhete  | ZIM  | 15,20     |
| 4     | Ryan Dube      | ZIM  | 14,58     |
| 5     | Asande Mthembu | RSA  | 14,57     |
| 6     | Babacar Seck   | SEN  | 13,75     |

1. Mai

#### Kugelstoßen (6 kg)
| Platz | Athlet             | Land | Weite (m) |
| ----- | ------------------ | ---- | --------- |
| 1     | JL van Rensburg    | RSA  | 17,76     |
| 2     | Danie Strooh       | RSA  |           |
| 3     | Rodney Ngezimani   | ZIM  | 16,50     |
| 4     |                    |      |           |
| 5     | Chipo Mutaipa      | ZAM  | 13,30     |
| 6     | Hamis Hafidhi      | TAN  | 12,58     |
| 7     | Takunda Katsidzira | ZIM  | 12,45     |
| 8     | Andrew Shabiyemba  | ZAM  | 9,95      |

30. April

#### Diskuswurf (1,75 kg)
| Platz | Athlet                    | Land | Weite (m) |
| ----- | ------------------------- | ---- | --------- |
| 1     | Danie Strooh              | RSA  | 58,62     |
| 2     | JL van Rensburg           | RSA  | 47,22     |
| 3     | Takunda Billiage Mubariki | ZIM  | 46,02     |
| 4     | Rodney Ngezimani          | ZIM  | 41,55     |
| 5     | Hafidhi Hamis             | TAN  | 40,63     |
| 6     | Mike Mwanza               | ZAM  | 34,51     |

2. Mai

#### Hammerwurf (6 kg)
| Platz | Athlet                              | Land | Weite (m) |
| ----- | ----------------------------------- | ---- | --------- |
| 1     | Charl Greyling                      | RSA  | 66,45     |
| 2     | Younes Khatal                       | ALG  | 63,46     |
| 3     | Adham Mohamed Ibrahim Mohamed Saleh | EGY  | 63,35     |
| 4     | Otmane el-Hiloufi                   | MAR  | 62,66     |
| 5     | Don Wittz                           | SEY  | 51,38     |

2. Mai

#### Speerwurf (700 kg)
| Platz | Athlet            | Land | Weite (m) |
| ----- | ----------------- | ---- | --------- |
| 1     | Johandre Pienaar  | RSA  | 66,12     |
| 2     | Boris Amakai      | CMR  | 64,44     |
| 3     | Andrew Shabiyemba | ZAM  | 59,94     |
| 4     | Michael Juliane   | MRI  | 53,46     |
| 5     | Steven Machayi    | ZAM  | 52,71     |

3. Mai

#### Zehnkampf
| Platz | Athlet                                    | Land | Punkte |
| ----- | ----------------------------------------- | ---- | ------ |
| 1     | Nour Hossam Mohamed Tharwat Abdelaal Sakr | EGY  | 6600   |
| 2     | Youssef Hassan Khalaf Abu al-Layl         | EGY  | 6169   |
| 3     | Benhellal Benhellal                       | ALG  | 5688   |
| 4     | Dimar van der Linde                       | RSA  | 5605   |

29. / 30. April

### Frauen U20

#### 100 m
| Platz | Athletin             | Land | Zeit (s) |
| ----- | -------------------- | ---- | -------- |
| 1     | Tima Godbless        | NGR  | 11,45    |
| 2     | Kayla Murray         | RSA  | 11,70    |
| 3     | Adijatu Rejoice Sule | NGR  | 11,77    |
| 4     | Maimouna Jallow      | GAM  | 11,80    |
| 5     | Samukeliso Ndebele   | ZIM  | 12,09    |
| 6     | Game Dolly Matengu   | BOT  | 12,15    |
| 7     | Brilliant Katlego    | BOT  | 12,43    |
|       | Kyla La Grange       | RSA  | DSQ      |

Finale: 30. April
Wind: −0,4 m/s

#### 200 m
| Platz | Athletin                    | Land | Zeit (s) |
| ----- | --------------------------- | ---- | -------- |
| 1     | Tima Godbless               | NGR  | 23,35    |
| 2     | Georgiana Sesay             | SLE  | 24,30    |
| 3     | Adetutu Funmilayo Aladeloye | NGR  | 24,33    |
| 4     | Maimouna Jallow             | GAM  | 24,39    |
| 5     | Florence Agyeman            | GHA  | 24,52    |
| 6     | Kyla La Grange              | RSA  | 24,52    |
| 7     | Ruth Mutale                 | ZAM  | 24,85    |
|       | Kaylee Le Roux              | RSA  | 25,08    |

Finale: 2. Mai
Wind: −2,4 m/s
Tima Godbless stellte im Vorlauf mit 23,28 s einen neuen Meisterschaftsrekord auf.

#### 400 m
| Platz | Athletin         | Land | Zeit (s) |
| ----- | ---------------- | ---- | -------- |
| 1     | Deborah Oke      | NGR  | 52,67 PB |
| 2     | Precious Molepo  | RSA  | 53,14    |
| 3     | Princess Bright  | NGR  | 54,05    |
| 4     | Georgiana Sesay  | SLE  | 54,11    |
| 5     | Nontokozo Ncube  | ZIM  | 55,34    |
| 6     | Emelda Kapunjila | ZAM  | 55,34    |
| 7     | Oratile Kolobe   | BOT  | 57,01    |
| 8     | Tanaka Njiri     | ZIM  | 58,85    |

30. April

#### 800 m
| Platz | Athletin                    | Land | Zeit (min) |
| ----- | --------------------------- | ---- | ---------- |
| 1     | Peninah Muthoni Mutisya     | KEN  | 2:03,55    |
| 2     | Mitn Ewunete                | ETH  | 2:04,14    |
| 3     | Judy Kemunto                | KEN  | 2:04,55    |
| 4     | Maureen Chebet              | UGA  | 2:06,07    |
| 5     | Evaline Chepkoech Kipkirwok | KEN  | 2:06,42    |
| 6     | Abigail Abufire             | GHA  | 2:08,06    |
| 7     | Paballo Radebe              | RSA  | 2:09,82    |
| 8     | Nontokozo Ncube             | ZIM  | 2:11,06    |

2. Mai

#### 1500 m
| Platz | Athletin          | Land | Zeit (min) |
| ----- | ----------------- | ---- | ---------- |
| 1     | Wubrist Aschal    | ETH  | 4:37,78    |
| 2     | Samrawit Mulugeta | ETH  | 4:38,63    |
| 3     | Mitn Ewunete      | ETH  | 4:39,10    |
| 4     | Peninah Muthoni   | KEN  | 4:42,93    |
| 5     | Deborah Chemutai  | KEN  | 4:45,61    |
| 6     | Salma el-Badra    | MAR  | 4:47,15    |
| 7     | Sheila Jebet      | KEN  | 4:47,31    |
| 8     | Naledi Makgatha   | RSA  | 4:51,63    |

29. April

#### 3000 m
| Platz | Athletin          | Land | Zeit (min) |
| ----- | ----------------- | ---- | ---------- |
| 1     | Asmarech Anley    | ETH  | 8:56,7     |
| 2     | Yenawa Kefale     | ETH  | 8:57,8     |
| 3     | Aynadis Mebrit    | ETH  | 8:58,4     |
| 4     |                   |      |            |
| 5     | Marion Jepngetich | KEN  | 9:09,6     |
| 6     | Diana Engda       | ERI  | 9:41,5     |
| 7     | Ronke Akanbi      | NGR  | 9:51,1     |
| 8     | Li-Mari Dekker    | RSA  | 9:57,6     |

28. April

#### 5000 m
| Platz | Athletin          | Land | Zeit (min) |
| ----- | ----------------- | ---- | ---------- |
| 1     | Wubrist Aschal    | ETH  | 16:43,37   |
| 2     | Aynadis Mebrit    | ETH  | 16:44,53   |
| 3     | Asmarech Anley    | ETH  | 16:44,55   |
| 4     | Diana Cherotich   | KEN  | 17:02,31   |
| 5     | Marion Jepngetich | KEN  | 17:07,14   |
| 6     | Maureen Jepkoech  | KEN  | 17:34,29   |
| 7     | Sesanit Kidane    | ERI  | 18:28,46   |
| 8     | Phiri Ruth        | MAW  | 18:56,70   |

2. Mai

#### 10.000 m Bahngehen
| Platz | Athletin        | Land | Zeit (min) |
| ----- | --------------- | ---- | ---------- |
| 1     | Maysaa Boughdir | TUN  | 52:48,64   |
| 2     | Ilhem Mansouri  | ALG  | 54:16,42   |
| 3     | Janise Nell     | RSA  | 58:37,71   |

2. Mai

#### 100 m Hürden
| Platz | Athletin            | Land | Zeit (s) |
| ----- | ------------------- | ---- | -------- |
| 1     | Chane Kok           | RSA  | 14,29    |
| 2     | Natasha Gertenbach  | RSA  | 14,33    |
| 3     | Malak Ayman Rashwan | EGY  | 14,67    |
| 4     | Sita Sibiri         | BFA  | 15,02    |
| 5     | Aïssatou Diallo     | SEN  | 15,48    |
| 6     | Zinzile Gumbo       | ZIM  | 16,02    |
| 7     | Linnet Zembe        | ZIM  | 17,60    |

30. April

#### 400 m Hürden
| Platz | Athletin       | Land | Zeit (s) |
| ----- | -------------- | ---- | -------- |
| 1     | Anje Nel       | RSA  | 58,11    |
| 2     | Sita Sibiri    | BFA  | 60,50    |
| 3     | Douae Gourinda | MAR  | 63,83    |
| 4     | Tanaka Njiri   | ZIM  | 64,38    |

3. Mai

#### 3000 m Hindernis
| Platz | Athletin         | Land | Zeit (min) |
| ----- | ---------------- | ---- | ---------- |
| 1     | Pamela Kosgei    | KEN  | 10:06,47   |
| 2     | Phemelo Matshaba | RSA  | 13:00,20   |

1. Mai

#### 4 × 100 m Staffel
| Platz | Land      | Athletinnen                                                                  | Zeit (s) |
| ----- | --------- | ---------------------------------------------------------------------------- | -------- |
| 1     | Südafrika | Natasha Gertenbach Kayla la Grange Kaylee le Roux Kayla Murray               | 45,70    |
| 2     | Sambia    | Blessings Miyambo Ruth Mutale Kabinga Mpande Edna Ngadula                    | 46,04    |
| 3     | Simbabwe  | Munetsi Rujeko Priviledge Bower Linnet Zembe Samukeliso Ndebele              | 47,13    |
| 4     | Botswana  | Moduka Katso Game Dolly Matengu Galaletsang Gabalotlegwe Karabo Mantswinyane | 47,58    |
| 5     | Benin     | Hafizath Goubi Jeanne Savi Benedicte Dassoundo Mirabelle Samb                | 50,87    |

2. Mai

#### 4 × 400 m Staffel
| Platz | Land      | Athletinnen                                                         | Zeit (min) |
| ----- | --------- | ------------------------------------------------------------------- | ---------- |
| 1     | Nigeria   | Ada Princess Bright Queen Usunobun Osaretin Joy Usenbor Deborah Oke | 3:38,64    |
| 2     | Südafrika | Jessica van Heerden Anje Nel Michaela Thomsen Precious Molepo       | 3:40,07    |
| 3     | Sambia    | Susan Mwape Emelda Kapunjila Ruth Mutale Cryness Muleya             | 3:46,60    |
| 4     | Botswana  | Karabo Mantswinyane Oratile Kolobe Felah Seboka Warona Thonisani    | 3:53,13    |
| 5     | Simbabwe  | Tanaka Njiri Nontokozo Ncube Munetsi Rujeko Thelma Manjinjiwa       | 4:02,34    |

3. Mai

#### Hochsprung
| Platz | Athletin        | Land | Höhe (m) |
| ----- | --------------- | ---- | -------- |
| 1     | Goitseone Joel  | BOT  | 1,60     |
|       | Kabinga Mphande | ZAM  | NMH      |

28. April

#### Stabhochsprung
| Platz | Athletin                    | Land | Höhe (m) |
| ----- | --------------------------- | ---- | -------- |
| 1     | Shannon Purchase            | RSA  | 3,40     |
| 2     | Shahd Mohamed Fouad Mohamed | EGY  | 3,25     |

29. April

#### Weitsprung
| Platz | Athletin              | Land | Weite (m) |
| ----- | --------------------- | ---- | --------- |
| 1     | Grace Oshiokpu        | NGR  | 5,85      |
| 2     | Wissal Harkas         | ALG  | 5,70      |
| 3     | Aya el-Aglaoui        | MAR  | 5,63      |
| 4     | Blessings Miyambo     | ZAM  | 5,49      |
| 5     | Linnet Zembe          | ZIM  | 5,48      |
| 6     | Saly Safietou Faboure | SEN  | 5,39      |
| 7     | Pheletso Mashilo      | RSA  | 5,32      |
| 8     | Marie Doumbouya       | SEN  | 4,97      |

2. Mai

#### Dreisprung
| Platz | Athletin                    | Land | Weite (m) |
| ----- | --------------------------- | ---- | --------- |
| 1     | Grace Oshiokpu              | NGR  | 13,02     |
| 2     | Aya el-Aglaoui              | MAR  | 12,57     |
| 3     | Wissal Harkas               | ALG  | 12,53     |
| 4     | Johani van Tonder           | RSA  | 12,20     |
| 5     | Mazvita Masciline Masvikeni | ZIM  | 11,23     |

29. April

#### Kugelstoßen
| Platz | Athletin                  | Land | Weite (m) |
| ----- | ------------------------- | ---- | --------- |
| 1     | Ashley Erasmus            | RSA  | 16,11     |
| 2     | Tuane Silver              | NAM  | 14,88     |
| 3     | Frederick Lemongo Nkoulou | CMR  | 14,63     |
| 4     | Tumelo Ratlhogo           | BOT  | 12,26     |
| 5     | Naomi Musindo             | ZIM  | 11,23     |
| 6     | Mwanaamina Mkwayu         | TAN  | 9,41      |
| 7     | Mubita Namakau            | ZAM  | 9,12      |

2. Mai

#### Diskuswurf
| Platz | Athletin        | Land | Weite (m) |
| ----- | --------------- | ---- | --------- |
| 1     | Ashley Erasmus  | RSA  | 50,91     |
| 2     | Tuane Silver    | NAM  | 44,23     |
| 3     | Norrah Lemongo  | CMR  | 38,77     |
| 4     | Tumelo Ratlhogo | BOT  | 37,35     |
| 5     | Naomi Musindo   | ZIM  | 32,29     |
| 6     | Eunice Mulenga  | ZAM  | 22,80     |
| 7     | Mubita Namakau  | ZAM  | 22,19     |

30. April

#### Hammerwurf
| Platz | Athletin               | Land | Weite (m) |
| ----- | ---------------------- | ---- | --------- |
| 1     | Nada Soliman Abdelnaby | EGY  | 53,96     |
| 2     | Zmorda Hajji           | TUN  | 48,12     |
| 3     | Cilethe Julies         | RSA  | 47,66     |

3. Mai

#### Speerwurf
| Platz | Athletin          | Land | Weite (m) |
| ----- | ----------------- | ---- | --------- |
| 1     | Mwanaamina Mkwayu | TAN  | 47,33     |
| 2     | Irene Jepchemboi  | KEN  | 47,28     |
| 3     | Merinda Cronje    | RSA  | 40,10     |

30. April

#### Siebenkampf
| Platz | Athletin            | Land | Punkte     |
| ----- | ------------------- | ---- | ---------- |
| 1     | Malak Ayman Rashwan | EGY  | 5049 NU20R |
| 2     | Roline Louw         | RSA  | 4570       |

2. / 3. April

### Jungen U18

#### 100 m
| Platz | Athlet              | Land | Zeit (s) |
| ----- | ------------------- | ---- | -------- |
| 1     | Werner Bezuidenhout | RSA  | 10,47 CR |
| 2     | Steven Sabino       | MOZ  | 10,48    |
| 3     | Bayanda Walaza      | RSA  | 10,59 PB |
| 4     | Israel Okon Sunday  | NGR  | 10,61    |
| 5     | Christopher Renner  | GAM  | 10,97    |
| 6     | Dennis Kiprono      | KEN  | 10,98    |
| 7     | Ramotsisi Ramotsisi | BOT  | 11,06    |
| 8     | Monday Ebuka        | NGR  | 11,13    |

30. April
Wind: −1,6 m/s

#### 200 m
| Platz | Athlet                   | Land | Zeit (s) |
| ----- | ------------------------ | ---- | -------- |
| 1     | Samuel Ogazi             | NGR  | 20,93 PB |
| 2     | Leendert Koekemoer       | RSA  | 21,22 PB |
| 3     | Israel Okon Sunday       | NGR  | 21,36 PB |
| 4     | Justin Majok Adekdek     | SSD  | 21,41 PB |
| 5     | Muhammed Camara          | GAM  | 21,55 PB |
| 6     | Dennis Kiprono           | KEN  | 21,65 PB |
| 7     | Liberty Francis Fantevie | GHA  | 21,85 PB |
|       | Bayanda Walaza           | ZAF  | DNS      |

2. Mai
Wind: −0,4 m/s

#### 400 m
| Platz | Athlet             | Land | Zeit (s)    |
| ----- | ------------------ | ---- | ----------- |
| 1     | Samuel Ogazi       | NGR  | 46,01 CR PB |
| 2     | Samuel Toili       | KEN  | 46,18 PB    |
| 3     | Leendert Koekemoer | RSA  | 46,31       |
| 4     | Modou Sanneh       | GAM  | 47,14 PB    |
| 5     | Musa Drammeh       | GAM  | 47,26 PB    |
| 6     | Sihle Mahlangu     | RSA  | 47,68       |
| 7     | Iloba Godspower    | NGR  | 48,07 PB    |
| 8     | Stephen Mallual    | SSD  | 52,73       |

30. April

#### 800 m
| Platz | Athlet                  | Land | Zeit (min) |
| ----- | ----------------------- | ---- | ---------- |
| 1     | Josphat Kipkirui        | KEN  | 3:40,0     |
| 2     | Kelvin Kimutai Koech    | KEN  | 1:50,18    |
| 3     | Adama Salam             | GHA  | 1:50,90    |
| 4     | Kebede Rohobet          | DJI  | 1:52,08    |
| 5     | Raymond Omara           | UGA  | 1:52,52    |
| 6     | Phanuel Kipkosgei Koech | KEN  | 1:52,59    |
| 7     | Shadrack Rono Kipkemei  | KEN  | 1:54,31    |
| 8     | Henos Haile             | ERI  | 1:55,05    |

3. Mai

#### 1500 m
| Platz | Athlet                 | Land | Zeit (min) |
| ----- | ---------------------- | ---- | ---------- |
| 1     | Josphat Kipkirui       | KEN  | 3:40,0     |
| 2     | Brian Musau            | KEN  | 3:50,0     |
| 3     | Mouktar Idriss Samrieh | DJI  | 3:50,0     |
| 4     | Waberi Igueh Houssein  | DJI  | 3:50,0     |
| 5     | Ruben Visagie          | RSA  | 3:50,0     |
| 6     | Richard Mwando         | ZAM  | 3:50,1     |
| 7     | Eyasu Feyisa           | ETH  | 3:51,1     |
| 8     | Youssef Abdoussi       | MAR  | 3:52,1     |

29. April

#### 3000 m
| Platz | Athlet           | Land | Zeit (min) |
| ----- | ---------------- | ---- | ---------- |
| 1     | Sewmehon Anteneh | ETH  |            |
| 2     | Andrew Kiptoo    | KEN  |            |
| 3     | Clinton Kimutai  | KEN  |            |

#### 10.000 m Bahngehen
| Platz | Athlet         | Land | Zeit (min) |
| ----- | -------------- | ---- | ---------- |
| 1     | Rayyan Cherni  | TUN  | 50:08,15   |
| 2     | Yamkela Shosha | RSA  | 50:08,15   |
| 3     | Akram Hocine   | ALG  | 50:47,86   |

2. Mai

#### 110 m Hürden (91,4 cm)
| Platz | Athlet                | Land | Zeit (s) |
| ----- | --------------------- | ---- | -------- |
| 1     | Naeem Jack            | RSA  | 13,31 CR |
| 2     | Werner Bezuidenhout   | RSA  | 13,57    |
| 3     | Zehr Eddine           | ALG  | 14,05 PB |
| 4     | Christian Dickson     | NGR  | 14,66 PB |
| 5     | Tanatswa Mashoko      | ZIM  | 15,21 PB |
| 6     | Tom Tafadzwa Marumisa | ZIM  | 15,23 PB |

1. Mai
Wind: −1,7 m/s

#### 400 m Hürden (84 cm)
| Platz | Athlet                        | Land | Zeit (s) |
| ----- | ----------------------------- | ---- | -------- |
| 1     | Matodzi Ndo                   | RSA  | 51,36 CR |
| 2     | Ifeanyichukwu Nicholas Aninze | NGR  | 53,10 PB |
| 3     | Amos Kipkemoi                 | KEN  | 53,53 PB |
| 4     | Tom Tafadzwa Marumisa         | ZIM  | 57,11 PB |
| 5     | Christian Oghenero Dickson    | NGR  | 57,77 PB |
| 6     | Calvin Gezani                 | ZIM  | 58,17 PB |

3. Mai

#### 2000 m Hindernis
| Platz | Athlet                 | Land | Zeit (min) |
| ----- | ---------------------- | ---- | ---------- |
| 1     | Edmund Serem           | KEN  | 4:37,78    |
| 2     | Evans Kipkosgei Biwott | KEN  | 4:38,63    |
| 3     | Mengistu Obsa Feyisa   | ETH  | 4:39,10    |
| 4     | Oratile Mashigo        | RSA  | 4:42,93    |
| 5     | Jawad Basiti           | MAR  | 3:50,0     |
| 6     | Obvious Mudenda        | ZAM  | 4:47,15    |
| 7     | Said Ng'ambi           | ZAM  | 4:47,31    |

29. April

#### Sprintstaffel (100 m – 200 m – 300 m – 400 m)
| Platz | Land      | Athleten | Zeit (min) |
| ----- | --------- | -------- | ---------- |
| 1     | Nigeria   |          | 1:52,82    |
| 2     | Südafrika |          | 1:53,20    |
| 3     | Gambia    |          | 1:53,67    |
| 4     | Kenia     |          | 1:57,50    |
| 5     | Ägypten   |          | 1:58,20    |
| 6     | Botswana  |          | 1:58,88    |
| 7     | Tansania  |          | 2:01,65    |
|       | Sambia    |          | DNF        |

2. Mai

#### Hochsprung
| Platz | Athlet                        | Land | Höhe (m)   |
| ----- | ----------------------------- | ---- | ---------- |
| 1     | Luke van der Merwe            | RSA  | 2,10 CR PB |
| 2     | Justin Osigwe                 | NGR  | 2,05       |
| 3     | Fiaku Goodluck Ezechukwuchiri | NGR  | 2,00       |
| 4     | Soufiane Assgmane             | MAR  | 1,98 PB    |
| 5     | Josia Katroli                 | NAM  | 1,96       |
| 6     | Liam Barbe                    | SEY  | 1,96 PB    |
| 7     | Rayen Ben Hassine             | TUN  | 1,94       |
| 8     | Samuel Tadiwanashe            | ZIM  | 1,94 PB    |

29. April

#### Stabhochsprung
| Platz | Athlet                    | Land | Höhe (m) |
| ----- | ------------------------- | ---- | -------- |
| 1     | Farid Ahmed Tamer Mohamed | EGY  | 4,40     |
| 2     | Andrew Rothman            | RSA  | 4,20 PB  |
| 3     | Mohcene Guerfi            | ALG  | 4,20     |

2. Mai

#### Weitsprung
| Platz | Athlet                     | Land | Weite (m) |
| ----- | -------------------------- | ---- | --------- |
| 1     | Temoso Masikane            | RSA  | 8,06      |
| 2     | Louai Lamraoui             | ALG  | 7,36      |
| 3     | Rukevwe Godsgift Nwagbogwu | NGR  | 6,97      |
| 4     | Muhammed Jadama            | GAM  | 6,68      |
| 5     | Hector Siame               | ZAM  | 6,63      |
| 6     | Alassane Baye              | SEN  | 6,61      |
| 7     | Ozika Tembo                | ZAM  | 6,55      |
| 8     | Mpaji Lukindo              | TAN  | 6,50      |

29. April

#### Dreisprung
| Platz | Athlet              | Land | Weite (m)   |
| ----- | ------------------- | ---- | ----------- |
| 1     | Precious Ugo Irivi  | NGR  | 15,70 CR PB |
| 2     | Samuel Tadiwanashe  | ZIM  | 14,65 PB    |
| 3     | Yanis Kechar        | ALG  | 14,64       |
| 4     | Sandiso Jekem       | RSA  | 14,33       |
| 5     | Muhammed Jadama     | GAM  | 13,87 PB    |
| 6     | Hector Siame        | ZAM  | 13,86 PB    |
| 7     | Baye Alassane Diona | SEN  | 13,69 PB    |

2. Mai

#### Kugelstoßen (5 kg)
| Platz | Athlet                | Land | Weite (m) |
| ----- | --------------------- | ---- | --------- |
| 1     | Henco Lamberts        | RSA  | 20,14 CR  |
| 2     | Ammar Ashraf Ali Nady | EGY  | 17,66 PB  |
| 3     | Samir Sululu          | TAN  | 16,89 PB  |
| 4     | Chinedu Abujei        | NGR  | 16,06 PB  |
| 5     | Tshepo Person         | BOT  | 13,78     |
| 6     | Prosper Zimbano       | ZIM  | 13,24     |
| 7     | Dawda Jarju           | GAM  | 13,15     |
| 8     | Mapalo Matete         | ZAM  | 11,23     |

2. Mai

#### Diskuswurf (1,5 kg)
| Platz | Athlet                | Land | Weite (m) |
| ----- | --------------------- | ---- | --------- |
| 1     | Zak Naude             | RSA  | 55,19     |
| 2     | Ammar Ashraf Ali Nady | EGY  | 54,20 PB  |
| 3     | Henco Lamberts        | RSA  | 53,41     |
| 4     | Samir Salulu          | TAN  | 42,60 PB  |
| 5     | Chinedu Abujei        | NGR  | 41,32 PB  |
| 6     | Prosper Zimbano       | ZIM  | 37,60     |

3. Mai

#### Hammerwurf (5 kg)
| Platz | Athlet                         | Land | Weite (m) |
| ----- | ------------------------------ | ---- | --------- |
| 1     | Adam Tamer Owis                | EGY  | 66,04 PB  |
| 2     | Abdullah Mohamed Hasan Mohamed | EGY  | 65,12     |
| 3     | Rodger Vorster                 | RSA  | 64,89 PB  |

1. Mai

#### Speerwurf (700 g)
| Platz | Athlet                     | Land | Weite (m) |
| ----- | -------------------------- | ---- | --------- |
| 1     | Ewald Jansen               | RSA  | 74,04 PB  |
| 2     | Mohamed Osama Fathy Hassan | EGY  | 69,69 PB  |
| 3     | Ben Aoulai Haithem Arafat  | ALG  | 55,55     |
| 4     | Dawda Jarju                | GAM  | 49,13     |

30. April

#### Achtkampf
| Platz               | Athlet              | Land | Punkte  |
| ------------------- | ------------------- | ---- | ------- |
| 1                   | Louai Lamraoui      | ALG  | 5629 CR |
| 2                   | Mohcene Guerfi      | ALG  | 5047    |
| 3                   | Adriano Hartogh     | RSA  | 4731    |
|                     | Walid Fares Ghettas | ALG  | DNF     |
| Mohamed Fawzy Adham | EGY                 | DNF  |         |

2. / 3. Mai

### Mädchen U18

#### 100 m
| Platz | Athletin                  | Land | Zeit (s) |
| ----- | ------------------------- | ---- | -------- |
| 1     | Faith Okwose              | NGR  | 11,53 CR |
| 2     | Justina Tiana Eyakpobeyan | NGR  | 11,55 PB |
| 3     | Reaobaka Matshitse        | RSA  | 11,89    |
| 4     | Mariama Camara            | GAM  | 11,95 PB |
| 5     | Chardone Smidt            | ZAM  | 12,02    |
| 6     | Astrid Eva van Hoorn      | MOZ  | 12,05 PB |
| 7     | Sandrie van Rooyen        | RSA  | 12,10    |
| 8     | Sethunya Majama           | BOT  | 12,11    |

30. April
Wind: −1,4 m/s

#### 200 m
| Platz | Athletin                  | Land | Zeit (s)    |
| ----- | ------------------------- | ---- | ----------- |
| 1     | Faith Okwose              | NGR  | 23,31 CR PB |
| 2     | Chane Vermeulen           | RSA  | 23,49 PB    |
| 3     | Justina Tiana Eyakpobeyan | NGR  | 23,60 PB    |
| 4     | Mariama Camara            | GAM  | 24,07 PB    |
| 5     | Sharon Moraa              | KEN  | 24,76 PB    |
| 6     | Isatou Sey                | GAM  | 24,89 PB    |
| 7     | Astrid Eva van Hoorn      | MOZ  | 24,97       |
| 8     | Valentine Nyasha Datawa   | ZIM  | 25,48 PB    |

2. Mai
Wind: −0,2 m/s

#### 400 m
| Platz | Athletin                | Land | Zeit (s) |
| ----- | ----------------------- | ---- | -------- |
| 1     | Colene Scheepers        | RSA  | 53,78    |
| 2     | Favour Onyah            | NGR  | 54,05 PB |
| 3     | Chane Vermeulen         | RSA  | 54,24    |
| 4     | Stacy Jere              | ZAM  | 57,80    |
| 5     | Molly Banda             | ZAM  | 58,82    |
| 6     | Lou Yonan Chantal Djehi | CIV  | 60,63    |
| 7     | Bakhita John Moresio    | SSD  | 61,57    |
| 8     | Kambiri Kazzalho        | NAM  | 64,44    |

30. April

#### 800 m
| Platz | Athletin                 | Land | Zeit (min) |
| ----- | ------------------------ | ---- | ---------- |
| 1     | Nancy Cherop             | KEN  | 2:05,88 PB |
| 2     | Daisy Chepngetich        | KEN  | 2:06,68 PB |
| 3     | Janet Jepkoech Chepkemoi | KEN  | 2:08,16    |
| 4     | Yetunde Olayinka Saibu   | NGR  | 2:08,39 PB |
| 5     | Marli Dimond             | RSA  | 2:09,58    |
| 6     | Tegab Berhe              | ETH  | 2:11,95    |
| 7     | Areri Genale             | UGA  | 2:12,49    |
| 8     | Brenda Njodzi            | ZIM  | 2:13,83    |

3. Mai

#### 1500 m
| Platz | Athletin                 | Land | Zeit (min) |
| ----- | ------------------------ | ---- | ---------- |
| 1     | Nancy Cherop             | KEN  | 4:10,73 CR |
| 2     | Aselef Amare             | ETH  | 4:13,20    |
| 3     | Joyline Chepkemoi        | KEN  | 4:20,50    |
| 4     | Hasnaa Hsissou           | MAR  | 4:26,40    |
| 5     | Janet Jepkoech Chepkemoi | KEN  | 4:27,00    |
| 6     | Roza Haile               | ERI  | 4:30,10    |
| 7     | Felister Chekwemoi       | UGA  | 4:31,90    |
| 8     | Saida el-Bouzi           | MAR  | 4:32,30    |

29. April

#### 3000 m
| Platz | Athletin          | Land | Zeit (min) |
| ----- | ----------------- | ---- | ---------- |
| 1     | Nancy Cherop      | KEN  |            |
| 2     | Joyline Chepkemoi | KEN  |            |

#### 5000 m Bahngehen
| Platz | Athletin                     | Land | Zeit (min)  |
| ----- | ---------------------------- | ---- | ----------- |
| 1     | Imen Saii                    | TUN  | 24:22,51 CR |
| 2     | Ayalew Sinshaw Abebu         | ETH  | 24:53,80    |
| 3     | Nesrine Cherni               | TUN  | 25:02,94    |
| 4     | Aya Zenkhri                  | ALG  | 26:02,03    |
| 5     | Sara Mahmoud Mostafa Mahmoud | EGY  | 26:11,32    |
| 6     | Lee-Sue Nyathi               | RSA  | 26:32,44    |

3. Mai

#### 100 m Hürden (76 cm)
| Platz | Athletin           | Land | Zeit (s) |
| ----- | ------------------ | ---- | -------- |
| 1     | Tumi Ramokgopa     | RSA  | 13,42    |
| 2     | Faith Osamuyi      | NGR  | 13,77    |
| 3     | Sandrie van Rooyen | RSA  | 13,84    |
| 4     | Latifatou Millongo | BFA  | 14,43    |
| 5     | Oke Gift Ovejde    | NGR  | 14,71    |
| 6     | Mbanji Mudenda     | ZAM  | 19,99    |

30. April

#### 400 m Hürden (76 cm)
| Platz | Athletin           | Land | Zeit (s) |
| ----- | ------------------ | ---- | -------- |
| 1     | Tumi Ramokgopa     | RSA  | 59,41    |
| 2     | Oke Gift Ovejde    | NGR  | 61,18    |
| 3     | Odile Kiendrebeogo | BFA  | 67,97    |

3. Mai

#### 2000 m Hindernis
| Platz | Athletin            | Land | Zeit (min) |
| ----- | ------------------- | ---- | ---------- |
| 1     | Alemnat Walle       | ETH  | 6:14,29    |
| 2     | Frehiwot Gesese     | ETH  | 6:18,55    |
| 3     | Diana Chepkemoi     | KEN  | 6:23,70    |
| 4     | Judy Chepkoech      | KEN  | 6:27,81    |
| 5     | Loice Chekwemoi     | UGA  | 6:31,12    |
| 6     | Mihret Asege        | ETH  | 6:43,98    |
| 7     | Financia Chepkwemoi | UGA  | 7:00,18    |
| 8     | Marwa Benchrifa     | MAR  | 7:04,76    |

2. Mai

#### Sprintstaffel (100 m – 200 m – 300 m – 400 m)
| Platz | Land           | Athletinnen                                               | Zeit (min) |
| ----- | -------------- | --------------------------------------------------------- | ---------- |
| 1     | Nigeria        |                                                           | 2:09,46    |
| 2     | Südafrika      |                                                           | 2:09,95    |
| 3     | Kenia          | Jackline Nguyo Daisy Chepkemoi Selfa Ajiambo Sharon Moraa | 2:14,52    |
| 4     | Simbabwe       |                                                           | 2:15,97    |
| 5     | Botswana       |                                                           | 2:19,66    |
| 6     | Sambia         |                                                           | 2:22,38    |
| 7     | Elfenbeinküste |                                                           | 2:25,94    |

2. Mai

#### Hochsprung
| Platz | Athletin      | Land | Höhe (m) |
| ----- | ------------- | ---- | -------- |
| 1     | Cindy Strydom | RSA  | 1,72     |
| 2     |               |      |          |
| 3     |               |      |          |

#### Stabhochsprung
| Platz | Athletin       | Land | Höhe (m) |
| ----- | -------------- | ---- | -------- |
| 1     | Ansume de Beer | RSA  | 3,40     |
| 2     |                |      |          |
| 3     |                |      |          |

29. April

#### Weitsprung
| Platz | Athletin            | Land | Weite (m)  |
| ----- | ------------------- | ---- | ---------- |
| 1     | Timeke-Jade Coetzee | RSA  | 6,08 CR PB |
| 2     | Prestina Ochonogor  | NGR  | 6,00       |
| 3     | Awa Zongo           | BFA  | 5,68 PB    |
| 4     | Nassima Belakhdar   | MAR  | 5,52 PB    |
| 5     | Chaima Aoudia       | ALG  | 5,41       |
| 6     | Leaner Mumba        | ZAM  | 5,32 w     |
| 7     | Star Ludo Mbekwa    | BOT  | 5,04 w     |
| 8     | Amelia Pinga        | MOZ  | 5,01 PB    |

1. Mai

#### Dreisprung
| Platz | Athletin             | Land | Weite (m) |
| ----- | -------------------- | ---- | --------- |
| 1     | Fejiro Praise Odjoma | NGR  | 12,67 w   |
| 2     | Awa Zongo            | BFA  | 12,53 PB  |
| 3     | Timeke-Jade Coetzee  | RSA  | 12,14 w   |
| 4     | Nassima Belakhdar    | MAR  | 11,99 w   |
| 5     | Manar Bennamane      | ALG  | 11,60 w   |
| 6     | Amelia Pinga         | MOZ  | 11,55 PB  |

29. April

#### Kugelstoßen (3 kg)
| Platz | Athletin                  | Land | Weite (m) |
| ----- | ------------------------- | ---- | --------- |
| 1     | Alicia Khunou             | RSA  | 15,93     |
| 2     | Anne Keilla Bangue Bangue | CMR  | 13,61 PB  |
| 3     | Ghofrane Lahmedi          | TUN  | 13,58     |
| 4     | Leane Boshoff             | NAM  | 13,13 PB  |
| 5     | Kimberly Kachambwa        | ZIM  | 11,74     |
| 6     | Sora Deng Machiir         | SSD  | 10,74     |
| 7     | Christine Musembi         | KEN  | 10,27 PB  |
| 8     | Judith Mpundu             | ZAM  | 8,90      |

1. Mai

#### Diskuswurf
| Platz | Athletin          | Land | Weite (m) |
| ----- | ----------------- | ---- | --------- |
| 1     | Alicia Khunou     | RSA  | 50,10 CR  |
| 2     | Ghofrane Lahmedi  | TUN  | 33,91     |
| 3     | Gracious Selemani | ZAM  | 26,23     |
| 4     | Josephine Kabwe   | ZAM  | 25,33     |
|       | Temitope Ademola  | NGR  | NM        |

30. April

#### Hammerwurf (3 kg)
| Platz | Athletin                      | Land | Weite (m) |
| ----- | ----------------------------- | ---- | --------- |
| 1     | Anje Holtzhausen              | RSA  | 57,17     |
| 2     | Malak Sayyed Mohamed el-Sayed | EGY  | 56,23     |
| 3     | Nahed Amr Saleh               | EGY  | 53,70     |
| 4     | Theresa Ravanne               | MRI  | 37,26     |

2. Mai

#### Speerwurf (500 g)
| Platz | Athletin                | Land | Weite (m) |
| ----- | ----------------------- | ---- | --------- |
| 1     | Anli Engelbrecht        | RSA  | 49,91     |
| 2     | Manel Kahlouch          | ALG  | 44,76     |
| 3     | Carolyne Anyango Odwory | KEN  | 42,53     |
| 4     | Stacey Ropafad Nyawasha | ZIM  | 39,11     |
| 5     | Josephine Ngonga        | ZAM  | 38,60     |
| 6     | Favour Phiri            | ZAM  | 37,66     |
| 7     | Christine Musembi       | KEN  | 32,65     |
| 8     | Sora Deng Machir        | SSD  | 27,64     |

2. Mai

#### Siebenkampf
| Platz | Athletin        | Land | Punkte |
| ----- | --------------- | ---- | ------ |
| 1     | Cara Smith      | RSA  | 4708   |
| 2     | Manel Kahlouch  | ALG  | 4535   |
| 3     | Chaima Aoudia   | ALG  | 4321   |
| 4     | Manar Bennamane | ALG  | 3950   |
| 5     | Rania Ben Mrad  | TUN  | 3608   |

2. / 3. Mai

## Medaillenspiegel U20
| Platz  | Land         | Gold | Silber | Bronze | Gesamt |
| ------ | ------------ | ---- | ------ | ------ | ------ |
| 01     | Südafrika    | 12   | 12     | 7      | 31     |
| 02     | Nigeria      | 9    | 1      | 4      | 14     |
| 03     | Kenia        | 6    | 2      | 5      | 13     |
| 04     | Äthiopien    | 4    | 7      | 4      | 15     |
| 05     | Ägypten      | 4    | 4      | 2      | 10     |
| 06     | Botswana     | 3    | 0      | 2      | 5      |
| 07     | Algerien     | 1    | 3      | 2      | 6      |
| 08     | Tunesien     | 1    | 2      | 0      | 3      |
| 09     | Burkina Faso | 1    | 1      | 0      | 2      |
| 10     | Uganda       | 1    | 0      | 1      | 2      |
| 11     | Tansania     | 1    | 0      | 0      | 1      |
| 12     | Sambia       | 0    | 4      | 3      | 7      |
| 13     | Namibia      | 0    | 2      | 0      | 2      |
| 14     | Marokko      | 0    | 1      | 3      | 4      |
| 15     | Kamerun      | 0    | 1      | 2      | 3      |
| 16     | Eritrea      | 0    | 1      | 0      | 1      |
| 16     | Sierra Leone | 0    | 1      | 0      | 1      |
| 18     | Simbabwe     | 0    | 0      | 4      | 4      |
| Gesamt | Gesamt       | 43   | 42     | 39     | 124    |